# F̃
Cette page contient des caractères spéciaux ou non latins. S’ils s’affichent mal (▯, ?, etc.), consultez la page d’aide Unicode.
F̃ (minuscule : f̃), ou F tilde, est un graphème utilisé dans certains ouvrages linguistiques comme symbole phonétique, et utilisé dans l’écriture du babm (en). Il s’agit de la lettre F diacritée d’un tilde.

## Utilisation
Le f tilde ‹ f̃ › est utilisé par Margaret Mackeson Green dans une grammaire de l’igbo publiée en 1963, représenant une consonne fricative labio-dentale sourde nasalisée ; cependant, sa nasalisation n’est pas indiquée dans l’orthographe officielle.

## Représentations informatiques
Le F tilde peut être représenté avec les caractères Unicode suivants :
- décomposé (latin de base, diacritiques) :

| formes    | représentations | chaînes de caractères | points de code | descriptions                                |
| --------- | --------------- | --------------------- | -------------- | ------------------------------------------- |
| capitale  | F̃               | F◌̃                    | U+0046 U+0303  | lettre majuscule latine f diacritique tilde |
| minuscule | f̃               | f◌̃                    | U+0066 U+0303  | lettre minuscule latine f diacritique tilde |